# Carignano (Genua)

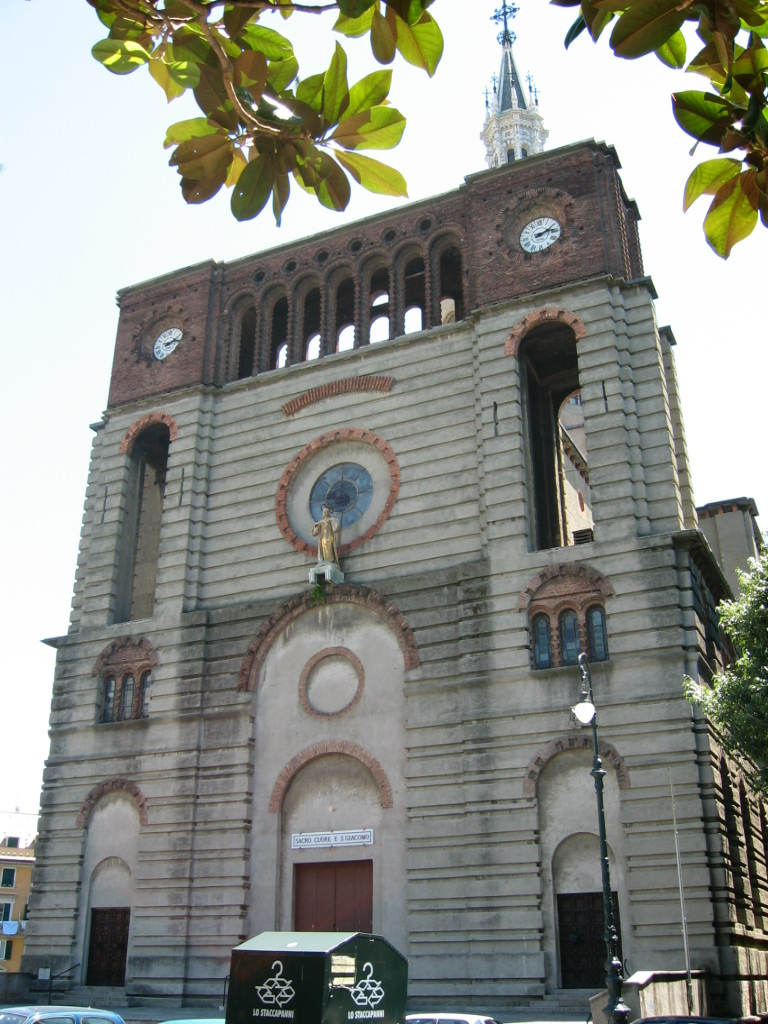
Die Chiesa del Sacro Cuore in Carignano

Carignano ist ein Stadtviertel der italienischen Hafenstadt Genua. Der als Wohn- und Büroviertel genutzte Stadtteil liegt 50 Meter über Meeresniveau auf einem Hügel, am Rand des Stadtzentrums. Verwaltungstechnisch gehört Carignano zum Munizipio I Centro Est und gehört zum ehemaligen Verwaltungsbezirk Portoria. In dem Stadtviertel leben 7.008 Menschen.
Die Hauptverbindung zum Stadtzentrum ist die Via Fieschi, welche beispielsweise in den Werken des italienischen Poeten Camillo Sbarbaro Erwähnung findet.
In Carignano befindet sich auch das zweite große Krankenhaus von Genua, das Ospedale Galliera.

## Geschichte
Ehemals war Carignano der Hügel der Klöster und ein religiöses Rückzugsgebiet. Erst bei der Stadterweiterung im 14. Jahrhundert wird das Gebiet nach Genua eingegliedert. Auf der Spitze des Hügels entstand zu dieser Zeit eine Siedlung der Familie Fieschi, die in der Via Lata die Kirche Santa Maria gebaut hatte. Um 1390 wurde daneben der Palazzo Fieschi erbaut. Die Präsenz der Fieschis hörte um die Mitte des 16. Jahrhunderts aufgrund des politischen Niedergangs dieser mächtigen Familie auf. 1547, nach der gescheiterten Verschwörung von Giovanni Luigi de Fieschi gegen Andrea Doria, mit dem daraus resultierenden politischen Niedergang der Familie, verloren die Fieschis ihre Besitztümer in Carignano: Der Senat der Republik ordnete im selben Jahr den vollständigen Abriss des prächtigen Palazzo Fieschi an. Noch um die Mitte des 17. Jahrhunderts war Carignano ein Ferienort der genuesischen Patrizierfamilien mit vielen prächtigen Villen, umgeben von Gemüse- und Obstgärten. Heute gehört das Viertel zusammen mit den Stadtteilen Albaro und Castelletto zum „besseren“ Genua. Neben Palazzi und Villen liegen gepflegte Parkanlagen und reiche Kirchengebäude – hier sei vor allem die Chiesa del Sacro Cuore und die Basilica di Carignano erwähnt.
In den späten 60er und frühen 70er Jahren des 20. Jahrhunderts wurde ein Teil des Viertels einer Flächensanierung unterzogen, um Platz für Bürogebäude überwiegend der Öffentlichen Verwaltung zu schaffen. Dabei entstanden auch Gebäude für die Verwaltung der Region Ligurien. Bei den Abrissen wurde im Jahr 1971 unter anderem auch das Geburtshaus des italienischen Komponisten Niccolò Paganini in der Straße Passo di Gattamora geopfert. Die Straße wurde später entwidmet und in einen Park, die Giardini Baltimora, umgewandelt.

## Sehenswürdigkeiten

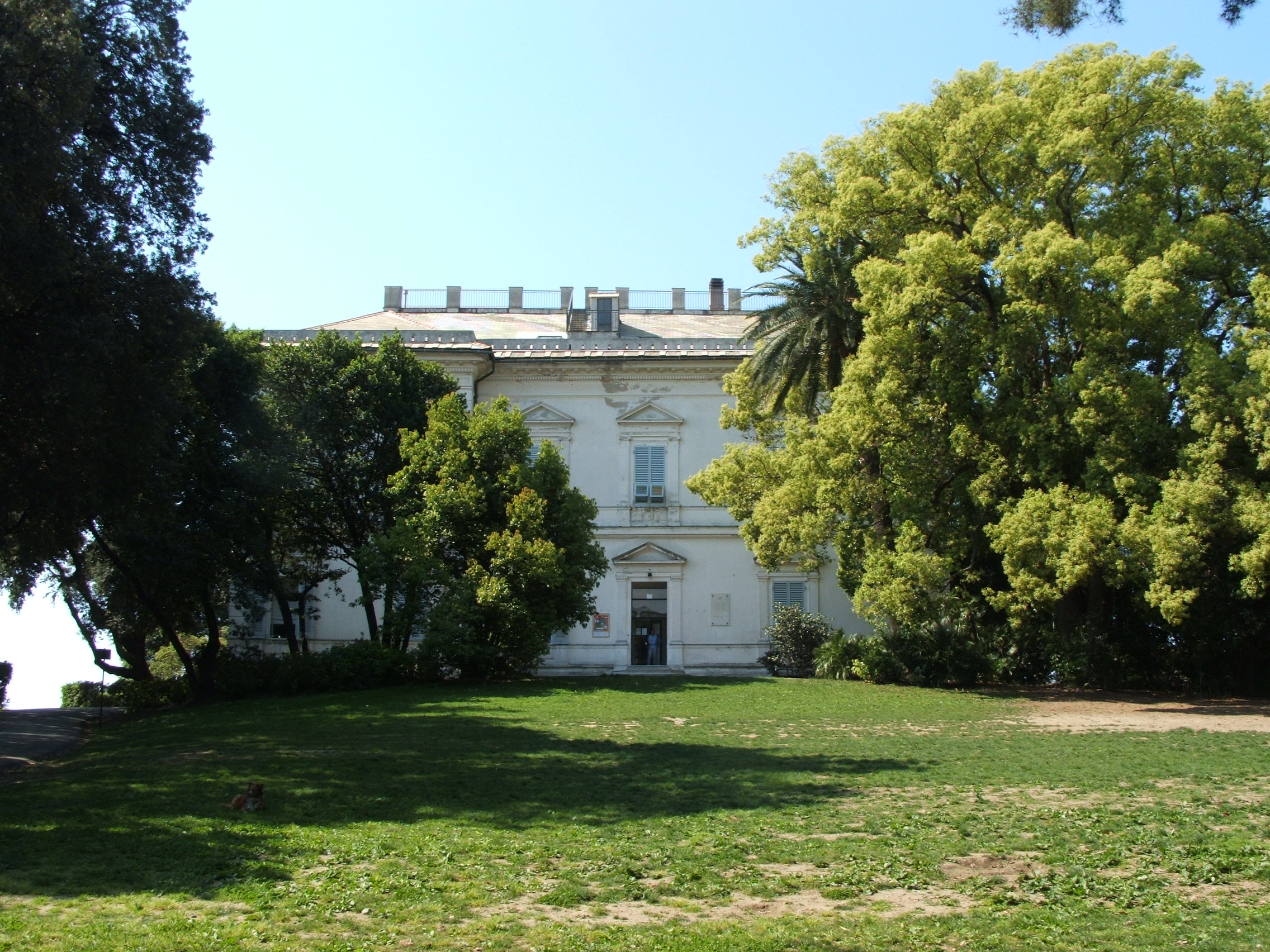
Villa Croce

### Kirche Sacro Cuore e San Giacomo
Die Kirche Sacro Cuore e San Giacomo wurde zwischen 1892 und 1914 nach einem Plan des Architekten Luigi Rovelli an der via Jacopo Ruffini erbaut. Das ursprüngliche Projekt erfuhr im Laufe der Bauarbeiten radikale Veränderungen. Im Jahr 1896 wurde die Kirche mit der Fertigstellung des große Saales der Krypta provisorisch eingeweiht. Zwischen 1902 und 1914 wurde über diesem Raum, der seit 1969 das Carignano-Theater beherbergt, die eigentliche Kirche errichtet, die in den 1920er Jahren dekoriert wurde, als auch die Altäre gebaut wurden.
Die neoromanische Kirche hat eine imposante Fassade, die oben von einer Loggia mit zwei Uhren auf beiden Seiten abgeschlossen wird. Das Langhaus wird von einer hohen achteckigen Kuppel überragt, die in einer imposanten Turmspitze gipfelt. Das Innere besteht aus drei Schiffen, die durch paarweise Säulen getrennt sind, mit jeweils vier Seitenaltären.

### Villa Croce
Eine besondere Sehenswürdigkeit des Viertels ist die Villa Croce, eine neoklassizistische Villa aus dem 19. Jahrhundert, welche heute das Museum für Zeitgenössische Kunst beherbergt. Sie liegt inmitten eines bestaunenswerten öffentlichen Parks mit Blick auf den Corso Aurelio Saffi und das Ausstellungszentrum. Sie wurde im Auftrag von Giovanni Giacomo Croce auf einem früheren Gebäude der Familie Spinola erbaut. 1952 schenkte die Familie Croce die Villa der Gemeinde Genua, mit der Auflage, sie zu einem Museum zu machen. Seit 1985 beherbergt die Villa das Museum für zeitgenössische Kunst Villa Croce, dessen künstlerisches Erbe mehr als 3.000 Werke, darunter Gemälde, Skulpturen, Collagen und Fotografien umfasst, darunter die bedeutende Sammlung Maria Cernuschi Ghiringhelli mit über zweihundert abstrakten Werken einiger bedeutender italienischer Künstler. Ein Abschnitt ist den ligurischen Künstlern der zweiten Hälfte des 20. Jahrhunderts gewidmet. Das Museum zeigt auch eine reiche Sammlung von Werken von Sandro Cherchi und Grafiken verschiedener zeitgenössischer Graveurmeister.